# Plectris gaudichaudi
Plectris gaudichaudi är en skalbaggsart som beskrevs av Blanchard 1851. Plectris gaudichaudi ingår i släktet Plectris och familjen Melolonthidae. Inga underarter finns listade i Catalogue of Life.